# 趙周彬
趙周彬（韩语：／ Cho Ju-bin）在N号房事件中被判犯有勒索和性骚扰，并被指控杀害邓泰勋。

## 生平
趙周彬出生于1995年，在仁荷工業專門大學学习信息与通信。 于2016年至2017年结束韩国义务兵役。  曾参加多项志愿服务（如孤儿院）。 
报道称，趙周彬学业很上心，他的CGPA为4.0，并且积极参与大学反违规运动。 

## 与N号房事件的关系
2020年初，N号房事件引起韩国全国关注。同年3月23日，首尔广播电视台在自行调查后，公开了嫌疑人趙周彬的个人信息。 次日，警方也确认了他的身份。
报道称，趙周彬被指控性骚扰多人，有部分受害者是包括中学生在内的未成年人。报道表示，他威胁了JTBC的主播孙石熙。 
趙周彬在3月25日接受采访时表示，“感谢你们为无法阻止的魔鬼的生命踩下了刹车。”

## 判决
2020年11月26日，趙周彬被判处四十年有期徒刑，2021年2月又因“隐瞒犯罪所得”被追加五年徒刑。 据报道，他说他想向受害者道歉，而法院称，根据他的陈述（例如他博客中的陈述），趙周彬并未真正悔过。在对法院的判决提出上诉的同时，赵在NAVER上创建了谴责韩国司法制度以及描述其上诉的理由的博客。该博客随后遭到NAVER关闭。NAVER方公开回应称：“在收到大量有关趙周彬博客的举报后，我们决定关闭它，因为它违反了我们的运营政策。”
趙周彬目前被关押在京畿道首尔看守所。 